# Danuta Hołowińska
Danuta Hołowińska z d. Konowska (ur. 4 maja 1948 w Szprotawie) – polska lekkoatletka, skoczkini wzwyż, mistrzyni i rekordzistka Polski.

## Życiorys
Absolwentka Akademii Wychowania Fizycznego w Poznaniu. Zawodniczka Lubuskiego Klubu Lekkoatletycznego Lumel Zielona Góra.
W latach 1968–1975 dwadzieścia dwa razy reprezentowała Polskę w meczach międzypaństwowych w skoku wzwyż, odnosząc pięć zwycięstw indywidualnych.  

## Wyniki sportowe
| Nazwa zawodów                                    | Miejsce      | Rok  | Wynik   | Pozycja |
| ------------------------------------------------ | ------------ | ---- | ------- | ------- |
| Mistrzostwa Polski Juniorów                      | Lublin       | 1964 | 156 cm  | 1       |
| Mistrzostwa Polski Seniorów w Lekkoatletyce 1968 | Zielona Góra | 1968 | 165 cm  | 2       |
| Mistrzostwa Polski Seniorów w Lekkoatletyce 1969 | Kraków       | 1969 | 169 cm  | 2       |
| Mistrzostwa Europy w Lekkoatletyce 1969          | Ateny        | 1969 | 171 cm  | el.     |
| Halowe Mistrzostwa Europy w Lekkoatletyce 1970   | Wiedeń       | 1970 | 171 cm  | 9       |
| Mistrzostwa Polski Seniorów w Lekkoatletyce 1970 | Warszawa     | 1970 | 171 cm  | 1       |
| Półfinały Pucharu Europy                         | Bukareszt    | 1970 | 176 cm  | 6       |
| Puchar Europy w Lekkoatletyce 1970               | Budapeszt    | 1970 | 173 cm, | 4       |
| Mityng Lekkoatletyczny                           | Warszawa     | 1971 | 180 cm  | 1 RP    |
| Mistrzostwa Europy w Lekkoatletyce 1971          | Helsinki     | 1971 | 175 cm  | 12      |
| Halowe Mistrzostwa Europy w Lekkoatletyce 1971   | Sofia        | 1971 | 173 cm  | 12      |
| Mistrzostwa Polski Seniorów w Lekkoatletyce 1971 | Warszawa     | 1971 | 171 cm  | 2       |
| Mistrzostwa Polski Seniorów w Lekkoatletyce 1972 | Warszawa     | 1972 | 174 cm  | 1       |
| Mistrzostwa Polski Seniorów w Lekkoatletyce 1974 | Warszawa     | 1974 | 175 cm  | 1       |
| Puchar Europy w Lekkoatletyce 1975               | Nicea        | 1975 | 173 cm  | 7       |
| Mistrzostwa Polski Seniorów w Lekkoatletyce 1975 | Bydgoszcz    | 1975 | 178 cm  | 2       |
| Mistrzostwa Polski Seniorów w Lekkoatletyce 1976 | Bydgoszcz    | 1976 | 170 cm  | 2       |

## Wyniki względem wieku
Tabela przedstawia wyniki osiągane w poszczególnych latach życia zawodniczki
| wiek  | 15  | 16  | 17  | 18  | 19  | 20  | 21  | 22  | 23  | 24  | 25  | 26  | 27  | 28  |
| wynik | 148 | 157 | 159 | 161 | 163 | 170 | 176 | 176 | 180 | 180 | 171 | 178 | 179 | 176 |

## Kluby sportowe
- Czarni Szprotawa
- Sprotavia Szprotawa[7]
- AZS Zielona Góra
- Zryw Zielona Góra
- Lumel Zielona Góra
- Lubtour Zielona Góra